# Anime Saimoe Tournament
Anime Saimoe Tournament (アニメ最萌トーナメント anime saimoe tōnamento?) fue un concurso de popularidad en línea, el cual es organizado por el foro de internet 2channel desde el año 2002. Los fans votan para elegir el mejor personaje femenino de anime del tipo moé del año. En las más recientes ediciones, el concurso ha ganado fama y popularidad, atrayendo el interés internacional, quienes también pueden participar en la votación. Sin embargo, debido a su declinación e incremento en las restricciones de 2channel, el torneo se canceló totalmente posterior a la finalización de la edición 2014.

## Reglas y principios
Es un torneo de eliminación y de participación individual. El objetivo del torneo es elegir al personaje femenino del tipo moe entre los miles de personajes de anime y manga que hicieron aparición el año anterior. A través del tiempo, las reglas han variado ligeramente, haciéndose cada vez más precisas. La edición de 2007, se hizo de la siguiente forma:
1. Nominación inicial: En el foro de 2channel se empieza a elegir a los posibles candidatos. Se elegien los personajes femeninos que han aparecido en anime, mangas, OVA, películas de anime que fueron lanzados entre el 1 de julio de 2006 y el 30 de junio del 2007.
2. Ronda preliminar 1:[2] Los 3000 candidatos son divididos en 18 grupos. Es posible votar hasta por 10 personajes en cada grupo. Los primeros 8 de cada grupo avanzan directamente al torneo. Los personajes entre el 9 y 32 lugar, deben pasar por la segunda ronda preliminar.
3. Ronda preliminar 2: Los 432 (24x18) personajes que calificaron se dividen nuevamente en 9 grupos. Cada votante puede elegir hasta 8 personajes dentro de cada grupo. Los primeros 16 de cada grupo califican a la gran final del torneo Saimoe Anime.
4. Torneo principal: Los 288 calificados (144 clasificados de la segunda ronda preliminar y 144 clasificados de la tercera ronda preliminar) son eliminados en grupos de a 7 y pasan además por varias rondas. Finalmente, se dividen vuevamente en grupos de a tres y se someten a dos rondas de eliminación. El ganador se elige en la ronda 3.[3][4]

## Historia

### Resultados
Este cuadro incluye los ganadores de las diferentes versiones del premio. 
Las últimas 3 rondas del torneo cuentan con los ocho mejores de la competición.
| Año  | Ganadora            | Segundo                | Tercero y cuarto                  | Puestos 5 - 8                                                |
| ---- | ------------------- | ---------------------- | --------------------------------- | ------------------------------------------------------------ |
| 2002 | Sakura Kinomoto     | Ayumu Kasuga ("Osaka") | Tomoyo Daidouji, Doremi Harukaze  | Isami Hanaoka, Miyu Kouzuki, Tsubasa Shiina, Koboshi Uematsu |
| 2003 | Riku Harada         | Motoko Hara            | Éclair, Hiyono Yuizaki            | Kiku #8, Mikaze Honjou, Sora Naegino, Arashi Shinozuka       |
| 2004 | Rosemary Applefield | Nadja Applefield       | Luna, Maia Mizuki                 | Elenore Baker, Nagisa Misumi, Sora Naegino, Ranpha Franboise |
| 2005 | Nanoha Takamachi    | Souseiseki             | Shinku, Re Mii                    | Kanna, Shizuru Fujino, Natsuki Kuga, Katsura Seina           |
| 2006 | Suiseiseki          | Fate Testarossa        | Shana, Chikaru Minamoto           | Erurū, Yuki Nagato, Eri Sawachika, Rin Tōsaka                |
| 2007 | Rika Furude         | Nagi Sanzen'in         | Shinku, Rena Ryugu                | Louise, Tsukasa Hiiragi, Konata Izumi, Nanoha Takamachi      |
| 2008 | Kagami Hiiragi      | Tsukasa Hiiragi        | Hinagiku Katsura, Nagisa Furukawa | Fuko Ibuki, Tamaki Kawazoe, Tomoyo Sakagami, Kirino Chiba    |
| 2009 | Taiga Aisaka        | Yui Hirasawa           | Nodoka Haramura, Mihoko Fukuji    | Koromo Amae, Isumi Saginomiya, Louise, Yuki Kataoka          |
| 2010 | Azusa Nakano        | Nagi Sanzenin          | Koromo Amae, Nodoka Haramura      | Shana, Ruiko Saten, Aoi Yamada, Mafuyu Shiina                |
| 2011 | Mami Tomoe          | Kyouko Sakura          | Erica Hartmann, Madoka Kaname     | Astarotte Ygvar, Ruri Gokou, Sayaka Miki, Squid Girl         |
| 2012 | Toki Onjouji        | Kuro Matsumi           | Nodoka Haramura, Hisa Takei       | Miyanaga Saki, Louise, Yuu Matsumi, Shana                    |
| 2013 | Madoka Kaname       | Sayaka Miki            | Kyouko Sakura,                    | Mami Tomoe,                                                  |
| 2014 | Nodoka Haramura     | Saki Miyanaga          | Shizuno Takakamo, Sayaka Miki     | Homura Akemi, Kyouko Sakura, Toki Onjouji, Kuro Matsumi      |